# Общински здравен център „Д-р Рашко Хаджистойчев“
Общинският здравен център „Д-р Рашко Хаджистойчев“, наричан „Здравната служба“ или „Амбулаторията“ се намира в град Копривщица. Наречен е на поборника, лечител на въстаниците и техен съзаклятник в Априлското въстание от 1876 година Рашко Хаджистойчев. Първоначално след установяването на модерното здравеопазване дълги години се помещава в Карапетковата къща, а след това в родния дом на генерал-майор Гаврил Личев.
Новият здравен център се намира в сграда, открита на 28 август 2017 г. Тържествената церемония, на която присъстват служители на кметството, граждани и заравните служители, е украсена с изпълнения на вокална група „Копришки бисери“. Центърът има двама общо практикуващи хуманни лекари, две медицински сестри и зъболекарски кабинет. Оборудван е със съвременна апаратура от Община Копривщица и с дарение на БЧК, със съпричастието на женското благотворително дружество „Благовещение“ и пенсионерския клуб от града.
През годините лекуващи са докторите Тошко Живков, Мария Василева, Екатерина Ослекова, Соня Качешмарова, Таня и Иван Гьореви, Стойчо Косев, Лили Алексиева и Кунка Младенова.

## История на здравното дело в Копривщица
Наред с прославените хайдути и просветители от града произхождат или са свързани с него петдесетина хуманни и ветеринарни лекари, лекували в цялата страна и чужбина. Измежду тях са имената на Стоян Доганов – доктор във Виена и София, Стоян Киркович и Иван Кесяков – доктор в Пловдив и в София, бивш главен директор на Народното здраве. Дарител на БАН и секретар на д-во „Червен кръст“. Други са Дойчо Шулев – доктор, виден хирург в Александрия и Иван Малеев в София. Той е първият българин, който се е изкачил на най-високия връх в Европа – Монблан – през 1909 г. Видни деятели на Освободителното движение са лекарите Спас Иванов и Рашко Хаджистойчев.
Преди промените в края на XX век в града има освен амбулатория с лекар и зъболекар има и аптека, болница и родилен дом с акушерки.
През 2017 г. в Дирекция на музеите постъпва дарение на архив за дейността на Безплатната ученическа трапезария и старопиталището в града по време на Първата световна война. Дарителят е Валентин Брайков – около триста страници за периода от 1915 до 1919 г. Материалите трябва да послужат за написването на научно съобщение, посветено на 100-годишнината от края на благотворителната дейност, представена в дарените книжа.
Създаването на безплатни ученически трапезарии и организации за подпомагането на възрастни и бедни хора е всенародно дело, започнало в края на XIX век, като продължение на отколешни традиции за организирана взаимопомощ, съществували през възрожденските години.
През 1902 г. началото на трапезарията е поставено с дарението на съпрузите Велика и Иван Личеви. За целта се създадва дружество, на някои места в документите наричано „Братство“, за координация и управление. Братството е настанено в наследствения имот на семейството, като е съставен и неговият устав. През 1934 г. настоятелството отваря приют за бедни възрастни хора.
Къщата на семейство Личеви е ползвана като безплатна ученическа трапезария до 1950 г., след което там се помешава Горското стопанство, след това и питейно заведение, наречено „Староградско кафене“. Днес на фасадата и има табела, указваща че къщата е роден дом на генерал-майор Гаврил Личев, малка мраморна плоча напомня и за благотворителната дейност на лейди Странгфорд. На третата табела с големи букви пише, че тук е била Общинската здравна служба „Д-р Рашко Хаджистойчев“.
Голяма част от историята на тази благотворителна дейност е разкрита въз основа на архивни документи в излязлата през 2011 г. и многократно цитирана енциклопедия „Дарителството“. Едното копие остава при дарителя В. Брайков, а второто – при авторката на статията „Дарени документи за един „копривщенски подвиг на човечността“ – Светлана Мухова. Публикувана в списание „Везни“, бр. 5, 2020 г.

## Галерия
- Площад „20-ти април“ в Копривщица с Дирекция на музеите, когато е била амбулатория
- Безплатната ученическа трапезария, в която се се помещавал центъра
- Родилният дом
- Болницата
- Карапеткова къща, която е била амбулатория